# Gruta do Capitão Mor
A Gruta do Capitão-Mor é uma gruta portuguesa localizada na freguesia de São Roque, concelho de São Roque do Pico, ilha do Pico, arquipélago dos Açores.
Esta cavidade apresenta uma geomorfologia de origem vulcânica em forma de tubo de lava localizado em encosta. Este acidente geológico tem um comprimento de 1034 m, por uma altura máxima de 16 m.